# Бакхий (автор)
Ба́кхий или Ва́кхий (лат. Bacchīus, др.-греч. Βακχεῖος), также Бакхий Старец (др.-греч. Βακχεῖος ὁ γέρων) — древнегреческий теоретик музыки, живший в эпоху Поздней античности, предположительно в IV—V веках н. э..
До конца XIX века Бакхию приписывались два коротких трактата, оба названные «Введение в музыкальное искусство» (др.-греч. Είσαγωγή τέχνης μουσικής). Сравнительный анализ двух одноимённых текстов показывает, что они написаны совсем разными авторами. Греческая эпиграмма, помещённая в конце одного из них и плохо истолкованная биографами, породила предположения, что автор её жил при императоре Константине I Великом. Таким образом, аутентичным является только первый трактат. Неаутентичный (второй) трактат, приписываемый некоему византийцу Дионисию, представляет собой сочинение пифагорейца, стремившегося создать собственное учение о гармонии.
Трактат Бакхия — своего рода музыкальный катехизис, состоящий из вопросов и ответов. В целом он охватывает проблематику, типичную для гармоники: музыкальные звуки, интервалы и их виды, звукоряды («системы»), метаболы. Однако труд содержит необычное расширение — главу о ритме, который не входил в дидактику античной гармоники. Бакхий приводит 6 (шесть!) разных авторитетных определений ритма (в том числе Аристоксена, Дидима, Никомаха), а затем излагает элементарные предметы ритмики: слоги долгие и краткие, доли времени, арсис и тесис; в конце предлагается краткая систематика стихотворных размеров.
Критическое издание Бакхия выполнил в 1895 году Карл Ян (его редакция до сих пор считается у источниковедов «стандартом»). На русский язык Бакхия перевёл В. Г. Цыпин, в книге «Музыкальные писатели античной Греции» (2019). Там же находится вступительная статья, обрисовывающая современное состояние науки о Бакхии.

## Издания и переводы
- Jan K. von. Die Eisagoge des Bacchius. Text, kritischer Apparat und deutsche Übersetzung. Strassburg: Strassburger Druckerei u. Verlagsanstalt. vorm. R. Schultz & Co., 1890, S. 1‒21 (перевод на немецкий язык).
- Musici scriptores graeci / ed. C. Janus. Lipsiae: Teubner, 1895, p. 283‒316 (критическое издание оригинала).
- Bacchius l’Ancien. Introduction à l’art musical / traduction, commentaire par Charles-Émile Ruelle // Collection des auteurs grecs relatifs a la musique. Vol. 5. Paris: Firmin-Didot, 1895, p. 103‒140 (перевод на французский язык).
- Bacchius Geron’s Introduction to the Art of Music / trad. O. Steinmayer // Journal of Music Theory. 1985. Vol. 29. № 2, p. 271—298 (перевод на английский язык).
- Музыкальные писатели античной Греции. Издание подготовил В. Г. Цыпин. М.: Московская консерватория, 2019, с. 311—339 (перевод на русский язык, вводная статья, комментарий).